# Jules Franceschi
Jules Franceschi (Bar-sur-Aube, 11 de enero de 1825 - París, 1 de septiembre de 1893) fue un escultor francés de origen italiano.

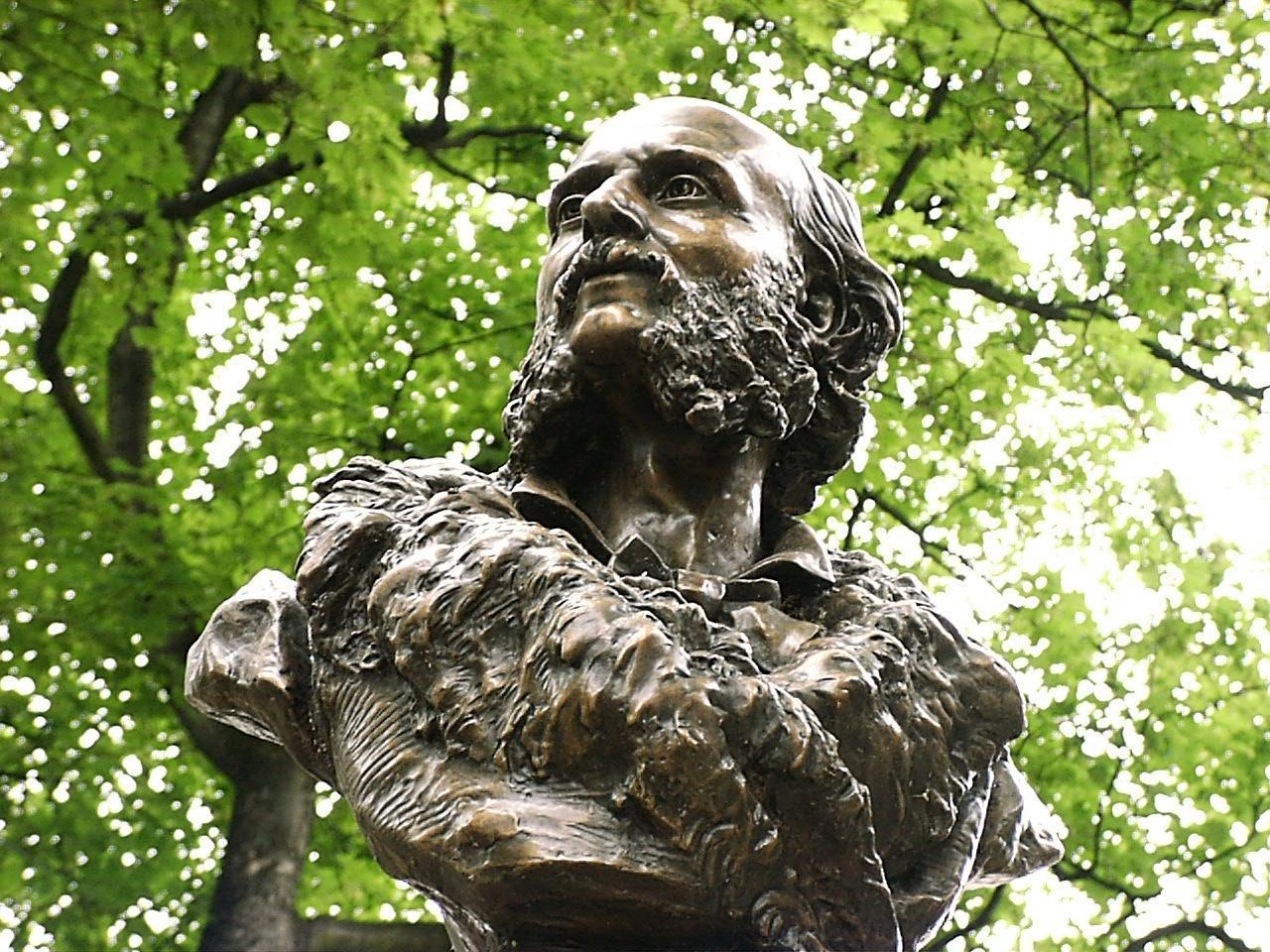
Busto de Jacques Offenbach para su tumba en el Cementerio de Montmartre.

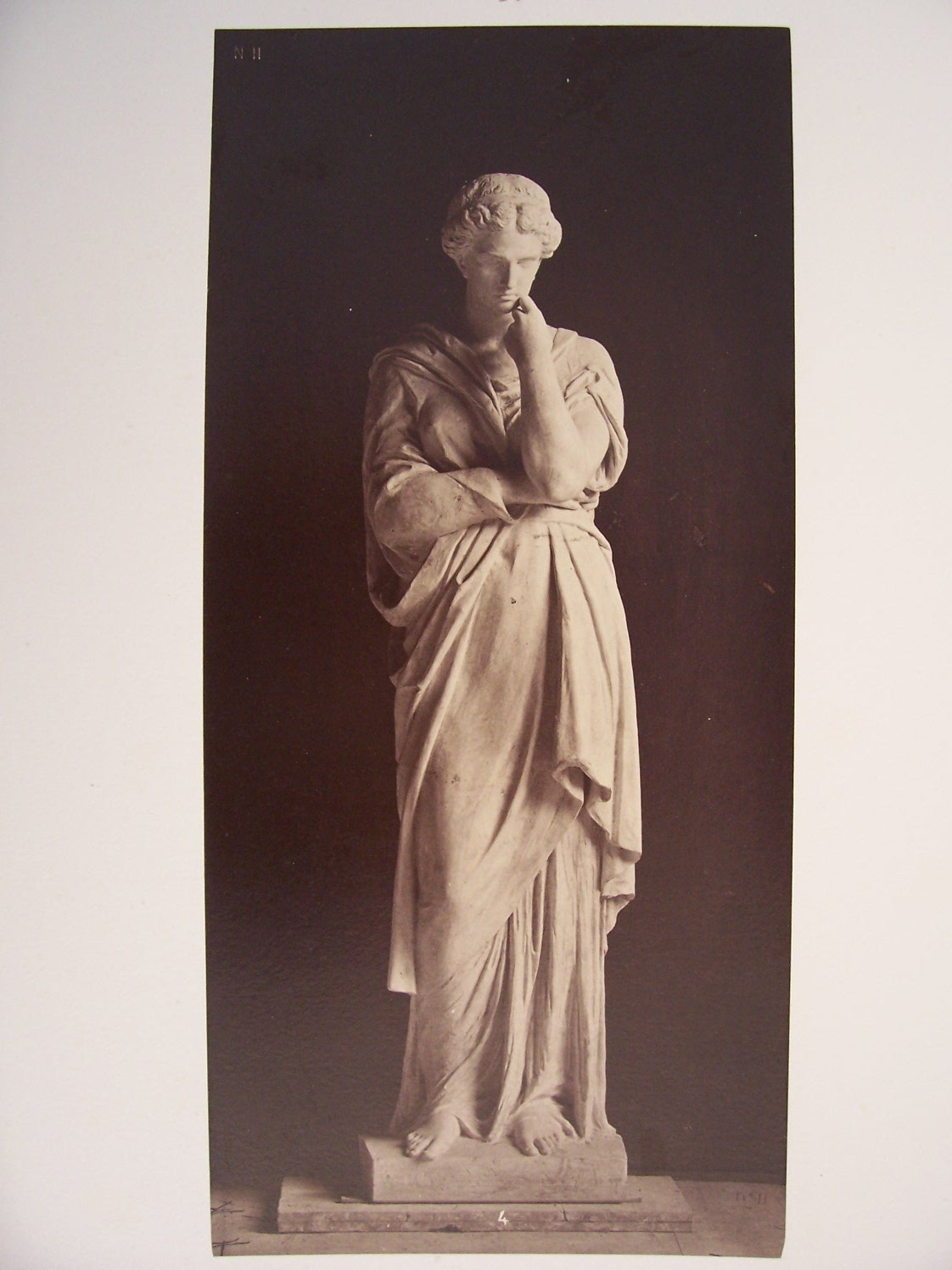
La Pensée, para la Ópera Garnier.

## Datos biográficos
Franceschi fue alumno en el taller de François Rude en la École des Beaux-Arts de París . Creó bustos, estatuas y monumentos.
Franceschi fue galardonado con varias medallas y en 1874 la Cruz de la Legión de Honor.

## Obras
Entre las obras de Jules Franceschi se incluyen las siguientes:
Obras (selección)
- Estatua de bronce de Magenta enamorado de Miecislas Kamieński para su tumba en el cementerio de Montmartre (1861)
- Estatua de mármol de una Danaide (1863),
- La fe y la elevación (1866)
- estatua en piedra arenisca de San Sulpicio (1867)
- Hermana Martha (1868)
- El despertar, Mármol (1873)
- La muerte del comandante Baroche para Le Bourget (1874)
- Busto de Jacques Offenbach para su tumba en el cementerio de Montmartre

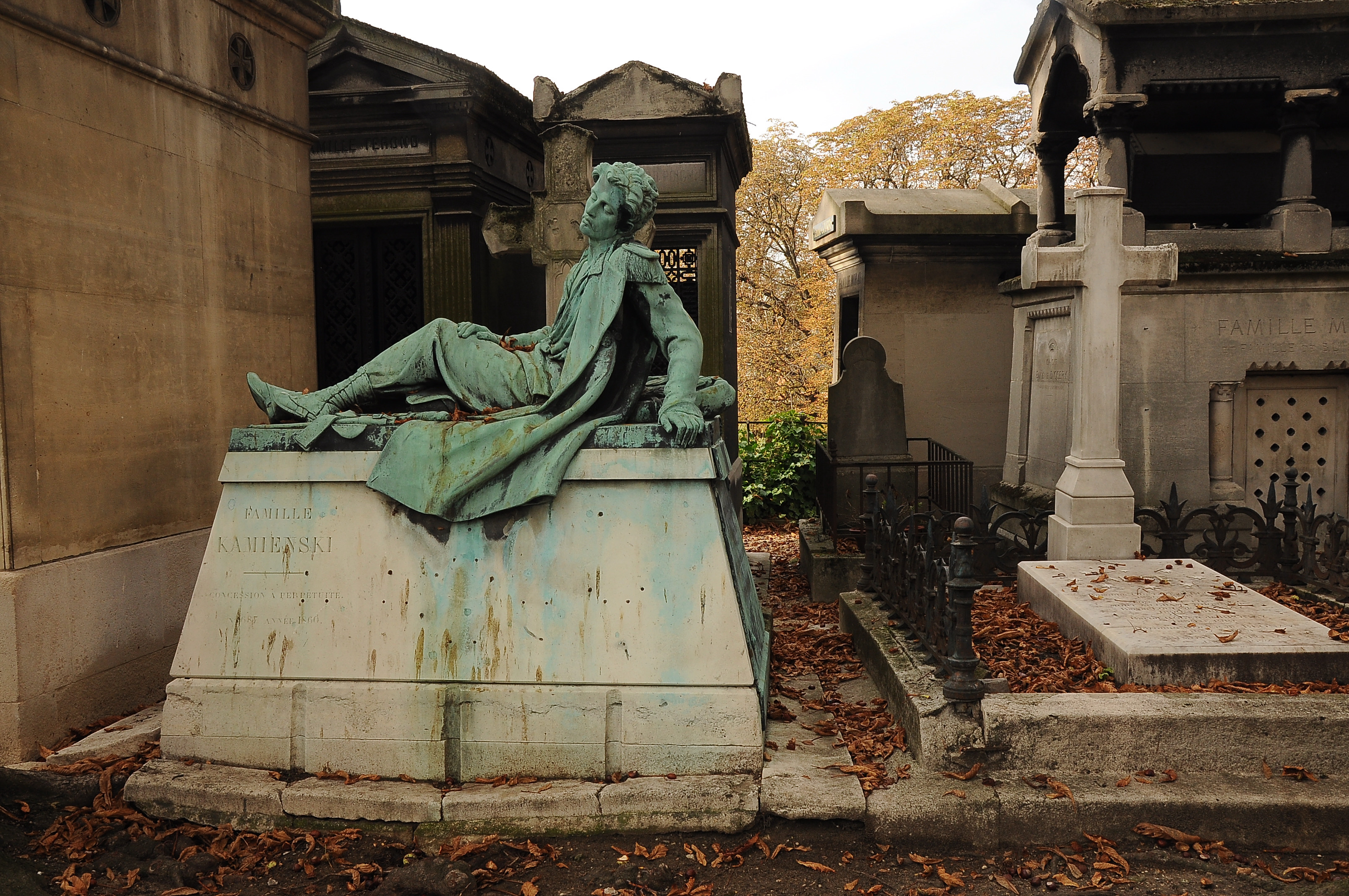
Tumba de Kamienski
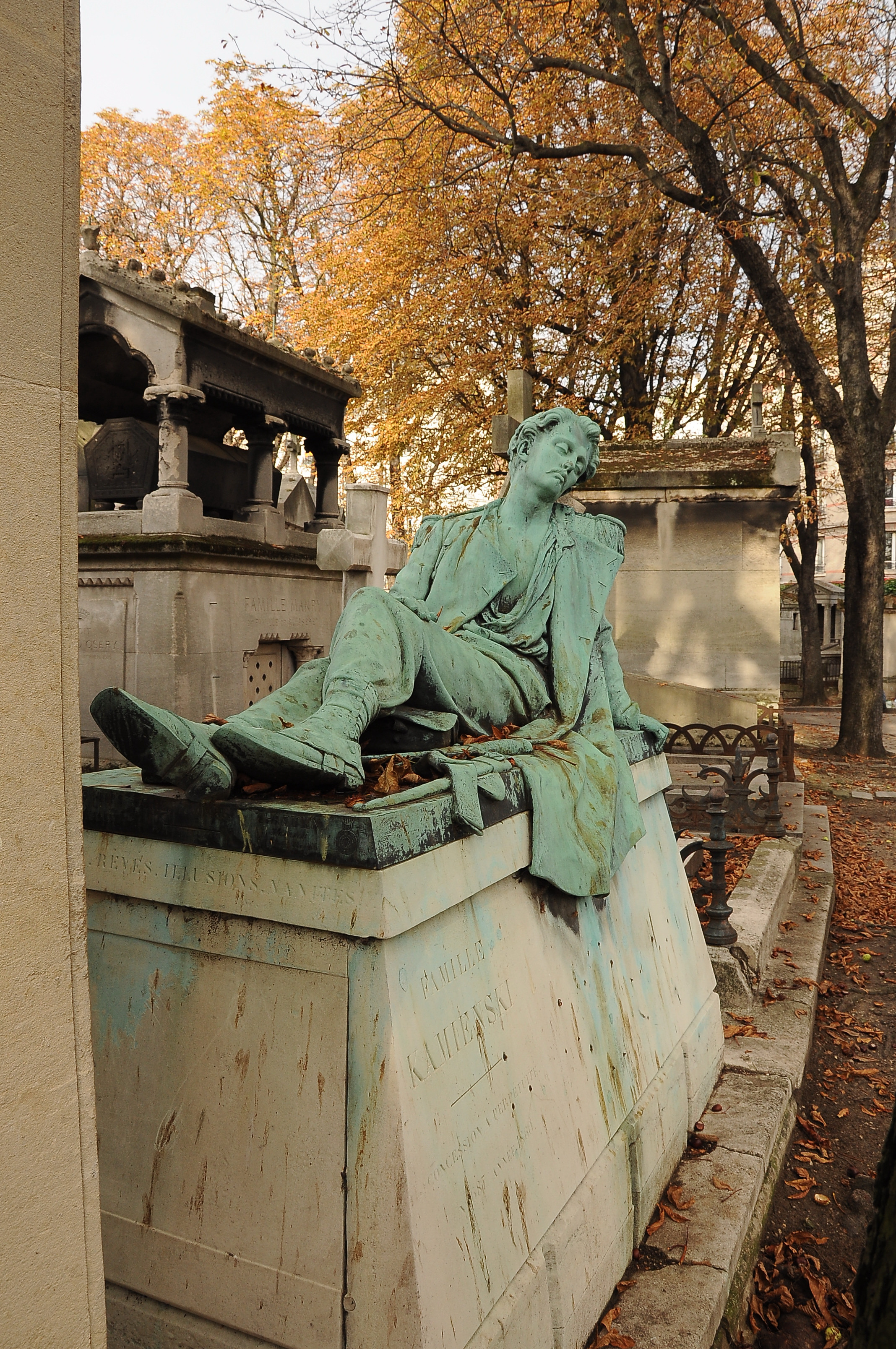
Cementerio de Montmartre

 Pulsar sobre la imagen para ampliar.